# Divizia A 1956
La Divizia A 1956 è stata la 39ª edizione del campionato di calcio rumeno, disputato tra il 18 marzo e il 18 novembre 1956 e si concluse con la vittoria finale del CCA București, al suo quarto titolo.
Capocannoniere del torneo fu Ion Alecsandrescu (CCA București), con 18 reti.

## Formula
Le squadre partecipanti furono 13 e disputarono un turno di andata e ritorno per un totale di 24 partite.
In vista di una diminuzione del numero dei club nella stagione successiva furono retrocesse le ultime tre a fronte di due promozioni dalla Divizia B.
La vincitrice si qualificò alla Coppa dei Campioni 1957-1958.

## Squadre partecipanti
| Club                 | Città       | Stadio | Posizione 1955      |
| -------------------- | ----------- | ------ | ------------------- |
| CCA București        | Bucarest    |        | 6°                  |
| Știința Timișoara    | Timișoara   |        | 6°                  |
| Locomotiva Timișoara | Timișoara   |        | 10°                 |
| Locomotiva București | Bucarest    |        | Divizia B           |
| Dinamo Bucarest      | Bucarest    |        | Campione di Romania |
| Dinamo Bacău         | Bacău       |        | Divizia B           |
| Dinamo Brașov        | Brașov      |        | 9°                  |
| Flamura Roșie Arad   | Arad        |        | 5°                  |
| Minerul Petroșani    | Petroșani   |        | 8°                  |
| Progresul Oradea     | Oradea      |        | Divizia B           |
| Știința Cluj         | Cluj Napoca |        | 7°                  |
| Flacăra Ploiești     | Ploiești    |        | 2°                  |
| Progresul București  | Bucarest    |        | 3°                  |

## Classifica finale
|  | Pos. | Squadra              | Pt | G  | V  | N  | P  | GF | GS | DR  |
|  | ---- | -------------------- | -- | -- | -- | -- | -- | -- | -- | --- |
|  | 1.   | CCA București        | 33 | 24 | 15 | 3  | 6  | 64 | 28 | +36 |
|  | 2.   | Dinamo Bucarest      | 29 | 24 | 13 | 3  | 8  | 48 | 34 | +14 |
|  | 3.   | Știința Timișoara    | 29 | 24 | 11 | 7  | 6  | 40 | 31 | +9  |
|  | 4.   | Locomotiva București | 28 | 24 | 9  | 10 | 5  | 46 | 27 | +19 |
|  | 5.   | Flacăra Ploiești     | 27 | 24 | 9  | 9  | 6  | 42 | 25 | +17 |
|  | 6.   | Flamura Roșie Arad   | 24 | 24 | 9  | 6  | 9  | 37 | 40 | -3  |
|  | 7.   | Dinamo Brașov        | 23 | 24 | 9  | 5  | 10 | 36 | 38 | -2  |
|  | 8.   | Progresul Oradea     | 23 | 24 | 10 | 3  | 11 | 29 | 45 | -16 |
|  | 9.   | Progresul București  | 22 | 24 | 8  | 6  | 10 | 34 | 39 | -5  |
|  | 10.  | Minerul Petroșani    | 22 | 24 | 8  | 6  | 10 | 29 | 35 | -6  |
|  | 11.  | Locomotiva Timișoara | 19 | 24 | 5  | 9  | 10 | 20 | 39 | -19 |
|  | 12.  | Știinţa Cluj         | 17 | 24 | 6  | 5  | 13 | 22 | 48 | -26 |
|  | 13.  | Dinamo Bacău         | 16 | 24 | 6  | 4  | 14 | 24 | 42 | -18 |

Legenda:

      Campione di Romaniae ammesso alla Coppa dei Campioni
      Retrocessa in Divizia B
Note:

Due punti a vittoria, uno a pareggio, zero a sconfitta.

### Verdetti
- CCA București Campione di Romania 1956 e qualificato alla Coppa dei campioni
- Locomotiva Timișoara, Știința Cluj e Dinamo Bacău retrocessi in Divizia B.